# Liptena straminea
Liptena straminea är en fjärilsart som beskrevs av Henry Stempffer 1974. Liptena straminea ingår i släktet Liptena och familjen juvelvingar. Inga underarter finns listade i Catalogue of Life.